# CHMP4A
CHMP4A (англ. Charged multivesicular body protein 4A) – білок, який кодується однойменним геном, розташованим у людей на короткому плечі 14-ї хромосоми. Довжина поліпептидного ланцюга білка становить 222 амінокислот, а молекулярна маса — 25 098.
| 10         |  | 20         |  | 30         |  | 40         |  | 50         |
| ---------- |  | ---------- |  | ---------- |  | ---------- |  | ---------- |
| MSGLGRLFGK |  | GKKEKGPTPE |  | EAIQKLKETE |  | KILIKKQEFL |  | EQKIQQELQT |
| AKKYGTKNKR |  | AALQALRRKK |  | RFEQQLAQTD |  | GTLSTLEFQR |  | EAIENATTNA |
| EVLRTMELAA |  | QSMKKAYQDM |  | DIDKVDELMT |  | DITEQQEVAQ |  | QISDAISRPM |
| GFGDDVDEDE |  | LLEELEELEQ |  | EELAQELLNV |  | GDKEEEPSVK |  | LPSVPSTHLP |
| AGPAPKVDED |  | EEALKQLAEW |  | VS         |  |            |  |            |

A: Аланін

D: Аспарагінова кислота

E: Глутамінова кислота

F: Фенілаланін

G: Гліцин

H: Гістидин

I: Ізолейцин

K: Лізин

L: Лейцин

M: Метіонін

N: Аспарагін

P: Пролін

Q: Глутамін

R: Аргінін

S: Серин

T: Треонін

V: Валін

W: Триптофан

Кодований геном білок за функцією належить до фосфопротеїнів. 
Задіяний у таких біологічних процесах, як транспорт, транспорт білків, альтернативний сплайсинг. 
Білок має сайт для зв'язування з ліпідами. 
Локалізований у мембрані, цитоплазматичних везикулах, ендосомах.